# The Eagle Has Landed
The Eagle Has Landed (рус. «Орёл приземлился») — первый концертный альбом английской хеви-метал группы Saxon. Был выпущен в 1982 году на французском лейбле Carrere.

## История
К 1982 году Saxon уже были достаточно успешной и известной группой в Великобритании и континентальной Европе, поэтому главной целью музыкантов был выход на музыкальный рынок США.
The Eagle Has Landed был записан осенью и зимой 1981 года во время гастрольного тура по Британии и Европе. Диск стал первым, на котором отсутствует один из основателей группы Пит Гилл, которого в конце 1981 года заменил ударник Найджел Глоклер. Название альбома было выбрано по результатам опроса поклонников группы, с большим отрывом победил вариант The Eagle Has Landed. В альбом были включены песни с трёх последних на тот момент альбомов Saxon: Wheels of Steel, Strong Arm of the Law и Denim and Leather. После выхода альбома, Saxon провели тур по Великобритании, в рамках которого выступили на фестивале «Monsters of Rock», став первой группой, дважды принявшей участие в этом фестивале.
Хотя диск не сопровождался синглами, The Eagle Has Landed достиг 5-го места в чарте Великобритании и продержался в хит-параде 19 недель, став самым успешным, наряду с Wheels of Steel, альбомом Saxon. В континентальной Европе альбом также был успешен: в шведском чарте он занял 30-е место, а в чарте Нидерландов — 32-е, в ФРГ — 33-е место. 24 сентября 1982 года The Eagle Has Landed получил статус серебряного диска в Великобритании. Еженедельник «Melody Maker» назвал The Eagle Has Landed лучшим концертным альбомом десятилетия.

## Список композиций
Слова и музыка всех песен — Байфорд, Доусон, Гилл, Квинн, Оливер.
| №                   | Название                       | Длительность |
| ------------------- | ------------------------------ | ------------ |
| 1.                  | «Motorcycle Man»               | 4:22         |
| 2.                  | «747 (Strangers in the Night)» | 4:38         |
| 3.                  | «Princess of the Night»        | 4:20         |
| 4.                  | «Strong Arm of the Law»        | 4:39         |
| 5.                  | «Heavy Metal Thunder»          | 4:09         |
| 6.                  | «20,000 Ft.»                   | 3:26         |
| 7.                  | «Wheels of Steel»              | 8:52         |
| 8.                  | «Never Surrender»              | 3:54         |
| 9.                  | «Fire in the Sky»              | 2:41         |
| 10.                 | «Machine Gun»                  | 3:52         |
| Общая длительность: | Общая длительность:            | 44:55        |

| №   | Название                  | Длительность |
| --- | ------------------------- | ------------ |
| 11. | «And the Bands Played on» | 3:04         |
| 12. | «See the Light Shining»   | 5:24         |
| 13. | «Frozen Rainbow»          | 6:02         |
| 14. | «Midnight Rider»          | 5:21         |
| 15. | «Dallas 1 PM»             | 6:13         |
| 16. | «Hungry Years»            | 5:52         |

## Участники записи
- Бифф Байфорд — вокал
- Грэм Оливер — гитара
- Пол Квинн — гитара
- Стив Доусон — бас-гитара
- Найджел Глоклер — ударные